# Aconitum henryi
Aconitum henryi là một loài thực vật có hoa trong họ Mao lương. Loài này được E.Pritz. ex Diels mô tả khoa học đầu tiên năm 1900.

## Hình ảnh

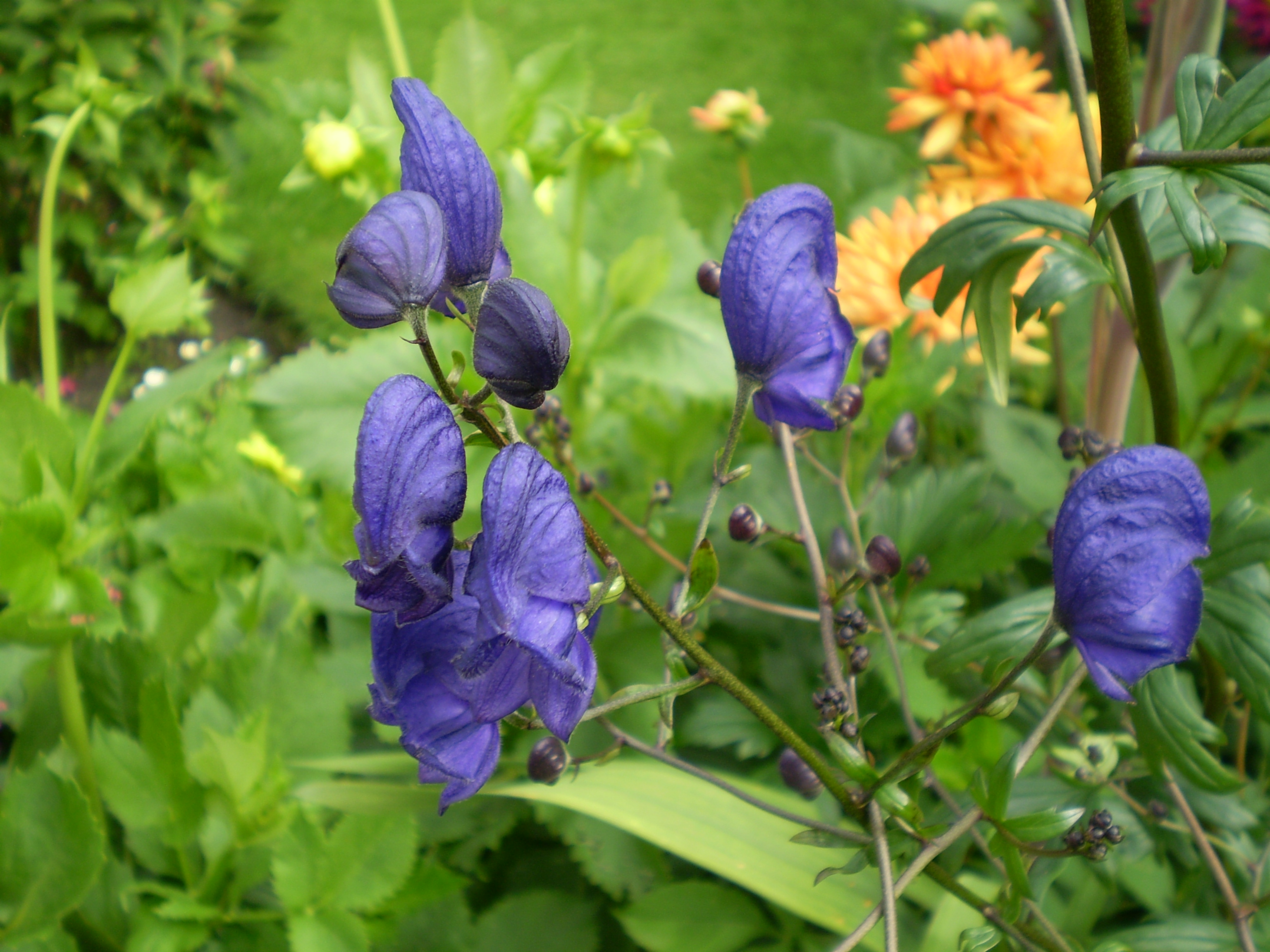
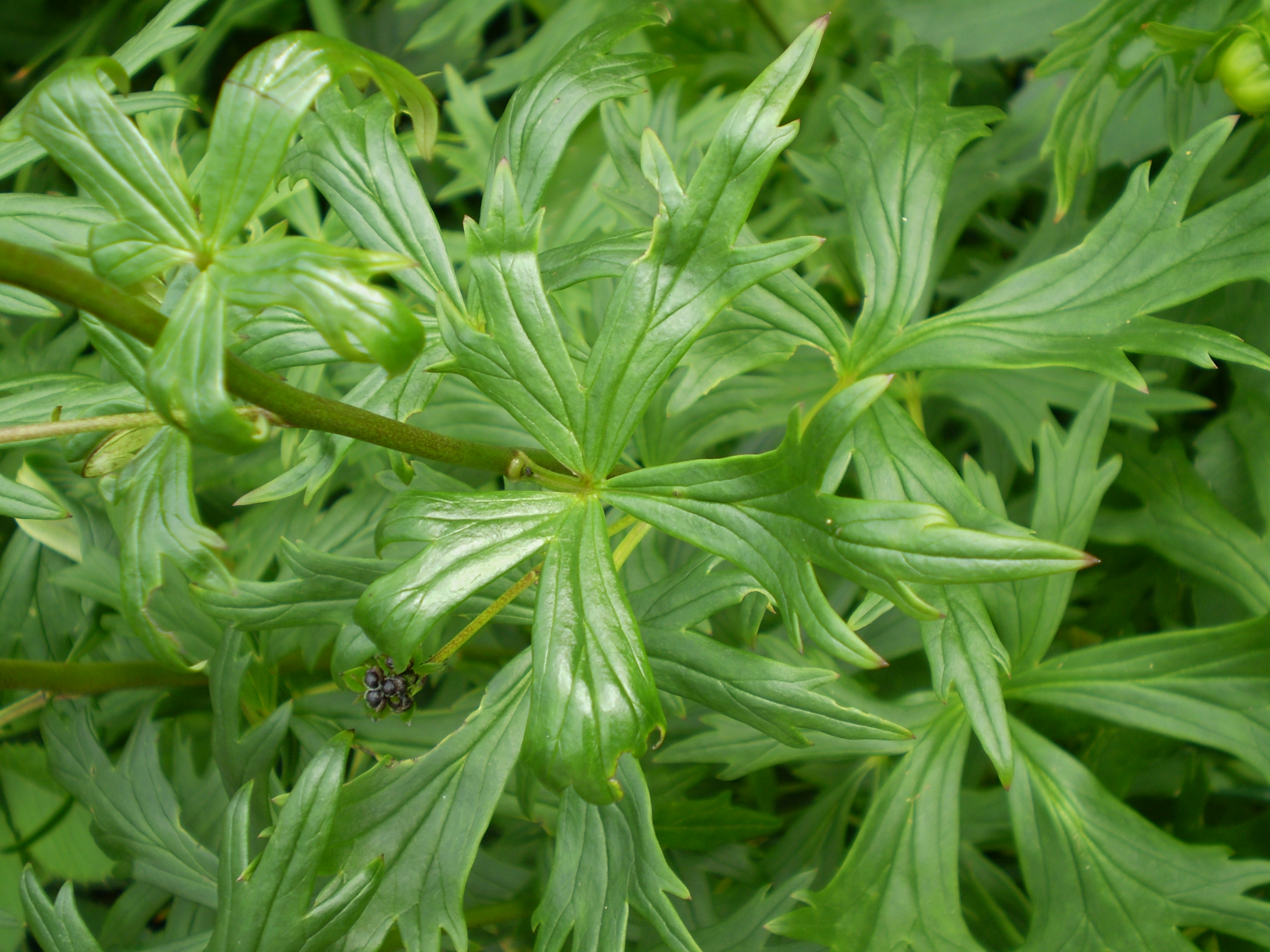
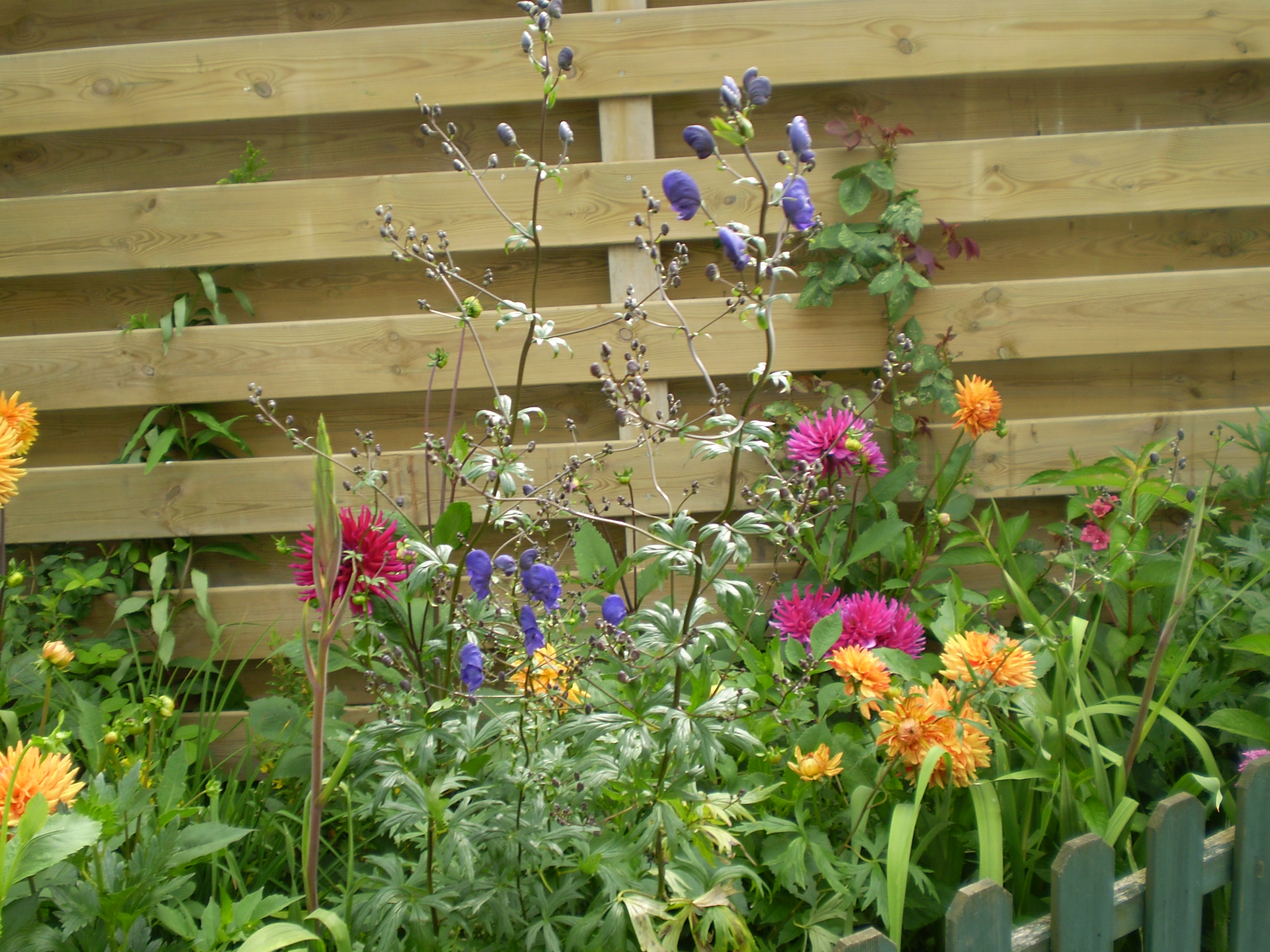